# 톱지네고사리
톱지네고사리는 고사리목 관중과의 식물이다. 높이는 60cm로 자라며, 너비는 45cm로 자란다. 줄기는 짧고 굵으며 갈색의 비늘조각이 있다.